# Dražkovce
Dražkovce jsou obec na Slovensku v okrese Martin.

## Historie
První písemná zmínka o obci pochází z roku 1242.

### Památky
- Raně-gotický římskokatolický kostel svaté Heleny ze začátku 14. století, s renesanční přestavbou v roce 1611.[3].

## Obyvatelstvo
| Rok            | 1869 | 1880 | 1890 | 1900 | 1910 | 1921 | 1930 | 1950 | 1961 | 1970 | 1980 | 1991 | 2001 |
| Počet obyvatel | 640  | 380  | 401  | 327  | 307  | 347  | 382  | 357  | 411  | 505  | 522  | 506  | 519  |
| Počet domů     |      | 69   | 65   | 55   | 61   | 61   | 64   | 76   | 87   | 114  | 125  | 131  | 150  |